# The Last Flight
The Last Flight è un film del 1931 diretto da William Dieterle.
Ritratto di una lost generation anni Venti, il film è tratto dal romanzo Single Lady di John Monk Saunders (lo stesso autore di Ali).
È il primo film di Dieterle a Hollywood.

## Trama
Nella Parigi del primo dopoguerra, quattro ex commilitoni USA si danno al bere e alla bella vita.

## Produzione
Il film fu prodotto dalla WB-First National Pictures e da Vitaphone Corporation.

## Distribuzione
Distribuito dalla First National Pictures e dalla Warner Bros., il film uscì nelle sale cinematografiche statunitensi il 29 agosto 1931.